# Hörður Vilhjálmsson
Hörður Vilhjálmsson, né le 18 décembre 1988, à Reykjavík, en Islande, est un joueur islandais de basket-ball. Il évolue au poste d'arrière.